# I2Phex
I2Phex è un programma peer-to-peer basato sulla modifica di Phex, un client Java per la rete Gnutella, con lo scopo di renderlo anonimo. Il programma è stato modificato per utilizzare solamente la rete I2P. Non è un programma ibrido che permette di scambiare file su entrambe le reti. Il protocollo della rete Gnutella è stato adattato per utilizzare I2P e quindi non è compatibile con nessun altro client.
I2Phex è un software libero disponibile sotto licenza GPL.

## Storia di I2Phex
I2Phex nasce nel 2005 come nuova idea per il P2P anonimo dallo sviluppatore "Sirup".
Il software risulta ancora essere in beta testing, e non è raro vedere dei bug in fase d'esecuzione. Necessita di un external I2P router a differenza di iMule che ne ha uno proprio interno per accedere alla rete I2P.

## Vantaggi
- Programma P2P totalmente anonimo
- Multipiattaforma (scritto in linguaggio Java)

## Svantaggi
- Poca disponibilità di file a causa del suo ingresso recente
- Non dispone di una board di supporto in italiano